# 舍奈 (马恩省)
舍奈（法語：Chenay，法語發音：[ʃənɛ]）是法国马恩省的一个市镇，属于兰斯区。

## 地理
舍奈（49°17'53"N, 3°55'43"E）面积3.89 平方千米，位于法国大東部大區马恩省，该省份为法国东北部内陆省份，北起阿登省，西北接埃纳省，西南接塞纳-马恩省，南至奥布省，东南接上马恩省，东临默兹省。
与舍奈接壤的市镇（或旧市镇、城区）包括：埃蒙维尔、韦勒河畔沙隆、梅尔菲、普永、特里尼。

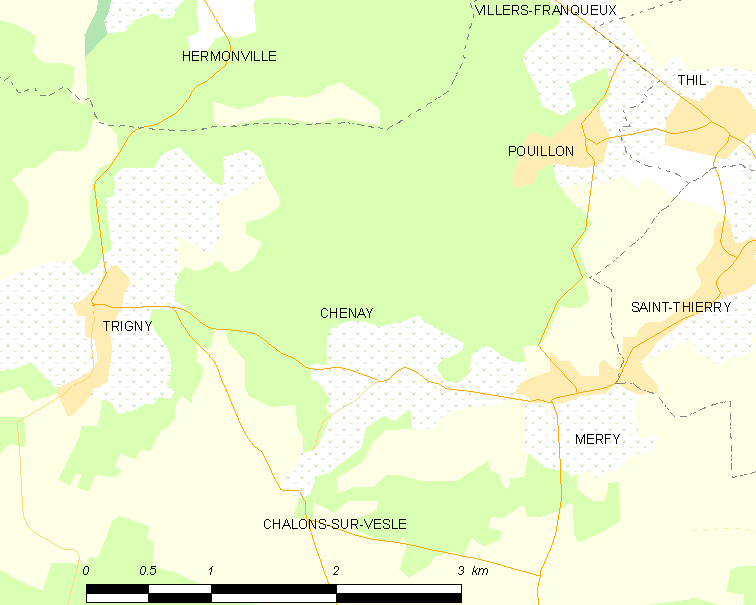
的OSM定位图

舍奈的时区为UTC+01:00、UTC+02:00（夏令时）。

## 行政
舍奈的邮政编码为51140，INSEE市镇编码为51145。

## 政治
舍奈所属的省级选区为菲姆-兰斯山县。

## 人口

1962-2008年间人口变化图示

舍奈于2022年1月1日时的人口数量为223人。